# René Moulaert
Pour les articles homonymes, voir Moulaert.
René Moulaert est un décorateur de théâtre et un chef décorateur belge, né le 7 novembre 1901 à Bruxelles (Belgique), mort le 16 janvier 1965  à Ablon-sur-Seine (Val-de-Marne). Au théâtre, il a collaboré notamment avec Michel de Ghelderode et Louis Jouvet, et au cinéma avec Marcel L’Herbier, Jean Cocteau, Jacques Tati, Bernard Borderie...

## Parcours
Après avoir travaillé en Belgique et conçu de nombreux décors pour la troupe du Vlaamse Volkstoneel (Théâtre populaire flamand) et Michel de Ghelderode, René Moulaert quitte Bruxelles pour Paris en 1927, tout en continuant à travailler en Belgique. 
À Paris, il collabore régulièrement avec Louis Jouvet, dont il a fait la connaissance à Bruxelles. Proche de la Fédération des théâtres ouvriers de France (FTOF), fondée par le Parti communiste français en 1931, il travaille notamment avec le Théâtre Populaire de Paris d'Henri Barbusse, fréquente Meyerhold et Léon Moussinac. 
Au début des années 1930, il est sollicité par les cinéastes  Jean Choux et Marcel L'Herbier pour travailler sur leurs films, et pendant dix ans alterne théâtre et cinéma, puis il se consacre essentiellement au cinéma.

## Citation
« Tout dans un film se fait en fonction du découpage, en fonction de l'intérêt dramatique... Pour moi un escalier n'a pas trois mètres de long, il a trois répliques de long. »

— René Moulaert in Georges Annenkov, En habillant les vedettes

## Filmographie
- 1932 : Le Mariage de Mlle Beulemans
- 1933 : L'Épervier de Marcel L'Herbier
- 1939 : Dédé la musique d'André Berthomieu
- 1940 : La Comédie du bonheur, ou La Locomotive du bonheur[3], de Marcel L'Herbier
- 1942 : La Nuit fantastique de Marcel L'Herbier
- 1943 : La Chèvre d'or de René Barberis
- 1943 : Madame et le Mort de Louis Daquin
- 1943 : Le Voyageur de la Toussaint de Louis Daquin
- 1944 : Service de nuit de Jean Faurez
- 1945 : La Fille aux yeux gris de Jean Faurez
- 1946 : Patrie de Louis Daquin
- 1946 : La Belle et la Bête de Jean Cocteau
- 1947 : Histoire de chanter de Gilles Grangier
- 1947 : La Nuit de Sybille de Jean-Paul Paulin
- 1947 : Contre-enquête de Jean Faurez
- 1948 : La Vie en rose, de Jean Faurez
- 1948 : Vire-vent de Jean Faurez
- 1948 : Le Dessous des cartes d'André Cayatte
- 1948 : Rocambole de Jacques de Baroncelli (1re époque)
- 1948  : La Revanche de Baccarat de Jacques de Baroncelli (2e époque)
- 1949 : Jour de fête de Jacques Tati
- 1949 : Au royaume des cieux de Julien Duvivier
- 1949 : Les Amants de Vérone d'André Cayatte
- 1949 : La Soif des hommes de Serge de Poligny
- 1949 : Histoires extraordinaires de Jean Faurez
- 1950 : Véronique de Robert Vernay
- 1950 : Plus de vacances pour le Bon Dieu de Robert Vernay
- 1950 : Julie de Carneilhan de Jacques Manuel
- 1950 : Mon ami Sainfoin de Marc-Gilbert Sauvajon
- 1950 : Le Mariage de Mademoiselle Beulemans d'André Cerf
- 1951 : Sous le ciel de Paris de Julien Duvivier
- 1951 : Mon phoque et elles de Pierre Billon
- 1951 : La nuit est mon royaume de Georges Lacombe
- 1951 : La Table-aux-crevés d'Henri Verneuil
- 1951 : Pas de vacances pour Monsieur le Maire de Maurice Labro
- 1951 : Un grand patron d'Yves Ciampi
- 1952 : Les loups chassent la nuit de Bernard Borderie
- 1952 : La neige était sale de Luis Saslavsky
- 1952 : Seuls au monde de René Chanas
- 1952 : Brelan d'as d'Henri Verneuil
- 1952 : Le Plus Heureux des hommes d'Yves Ciampi
- 1953 : Au diable la vertu de Jean Laviron
- 1953 : La Môme vert-de-gris de Bernard Borderie
- 1953 : L'Esclave d'Yves Ciampi
- 1953 : Légère et court vêtue de Jean Laviron
- 1953 : Le Guérisseur d'Yves Ciampi
- 1954 : Zoé de Charles Brabant
- 1954 : Crainquebille de Ralph Habib
- 1954 : Les femmes s'en balancent de Bernard Borderie
- 1954 : Le Grand Pavois de Jack Pinoteau
- 1955 : Fortune carrée de Bernard Borderie
- 1955 : Les héros sont fatigués de Yves Ciampi
- 1956 : C'est arrivé à Aden de Michel Boisrond
- 1956 : Lorsque l'enfant paraît de Michel Boisrond
- 1957 : Les Sorcières de Salem de Raymond Rouleau
- 1957 : Casino de Paris d'André Hunebelle
- 1957 : Ces dames préfèrent le mambo de Bernard Borderie
- 1958 : Le Passager clandestin de Ralph Habib
- 1958 : Incognito de Patrice Dally
- 1959 : Les Noces vénitiennes d'Alberto Cavalcanti
- 1959 : Délit de fuite de Bernard Borderie
- 1959 : La Valse du gorille de Bernard Borderie
- 1960 : Sergent X de Bernard Borderie
- 1960 : Comment qu'elle est de Bernard Borderie
- 1960 : Le Caïd de Bernard Borderie
- 1961 : La Fête espagnole de Jean-Jacques Vierne
- 1961 : Le Sahara brûle  de Michel Gast
- 1961 : Les Trois Mousquetaires de Bernard Borderie
- 1962 : Le Chevalier de Pardaillan de Bernard Borderie
- 1962 : Liberté 1 d'Yves Ciampi
- 1963 : À toi de faire... mignonne de Bernard Borderie
- 1963 : Méfiez-vous, mesdames d'André Hunebelle
- 1964 : Hardi ! Pardaillan de Bernard Borderie
- 1964 : Banco à Bangkok pour OSS 117 d'André Hunebelle
- 1964 : Angélique, marquise des anges de Bernard Borderie
- 1965 : Merveilleuse Angélique de Bernard Borderie

## Théâtre
- 1931 : Judith de Jean Giraudoux, mise en scène Louis Jouvet
- 1931 : Le Roi masqué de Jules Romains,
- 1932 : La Pâtissière du village ou Madeleine d'Alfred Savoir
- 1932 : La Margrave d'Alfred Savoir
- 1934 : La Dame aux gants verts de René Fauchois, mise en scène Pierre Juvenet
- 1934 : Tessa, la nymphe au cœur fidèle adaptation Jean Giraudoux d'après Basil Dean et Margaret Kennedy
- 1935 : Y'avait un prisonnier de Jean Anouilh, Théâtre des Ambassadeurs
- 1937 : Rêves sans provision de Ronald Gow, mise en scène Alice Cocéa
- 1939 : A souffert sous Ponce-Pilate de Paul Raynal, mise en scène René Alexandre
- 1950 : Le Conte d'hiver de William Shakespeare, mise en scène Julien Bertheau